# Cartosat-1
Cartosat-1, initialement IRS-P5  est un satellite d'observation de la Terre indien lancé le 5 mai 2005. Le satellite a été construit, lancé et est exploité par l’ISRO, l’agence spatiale indienne. Il a été placé en orbite héliosynchrone par un lanceur PSLV depuis le deuxième pas de tir tout juste inauguré du Centre spatial Satish-Dhawan. Il est essentiellement utilisé pour cartographier le territoire indien et ses images sont distribuées à l'international par GeoEye. Le satellite pèse 1 660 kg et est placé sur une orbite de 97,1 minutes avec une inclinaison de 97,9° et une altitude de 620 km.

## Caractéristiques techniques
Les panneaux solaires fournissent 1 100 watts. La charge utile de Cartosat-1 est constituée de deux caméras panchromatiques qui prennent des photos en relief en noir et blanc dans le spectre de la lumière visible. Le satellite prend des images sur une largeur de 30 km et la résolution spatiale est de 2,5 mètres. Les caméras peuvent viser une zone qui n'est pas immédiatement en dessous de l'orbite ce qui permet de repasser plus souvent sur une zone donnée. Le satellite peut emmagasiner les images prises dans une mémoire de masse de 22O Go